# 5·18 기념재단
5·18 기념재단 (5·18紀念財團)은 대한민국 광주광역시에 본부를 둔 단체이다. 5·18 광주 민주화 운동의 투쟁과 연대 정신을 기념하고 발전시키기 위한 목표를 가지고 있다. 이 단체는 1994년 5·18 희생자들, 광주 시민, 해외 동포 및 대한민국 국민들이 희생자들의 희생을 존중하고, 현대 한국의 민주주의를 강화하며, 아시아 및 그 외 지역의 민주화 투쟁과 연대하기 위해 5·18 정신을 널리 알리고자 설립되었다.

## 배경
재단 설립의 배경과 맥락에 대해 재단 웹사이트 페이지에는 다음과 같이 쓰여 있다: "5월은 우리에게 치유되지 않은 상처라기보다 희생을 의미한다. 5월은 5·18 민주화 운동 희생자뿐만 아니라 대한민국 모든 시민이 기억해야 할 역사이다. 또한 5월 정신을 전 세계로 확산시키기 위해 현실적인 관점에서 5월 정신을 배워야 한다. 이러한 점에서 5·18 기념재단은 5·18 민주화 운동과 관련된 기념, 장학, 연구, 문화, 출판 사업 등 다양한 사업을 수행하기 위해 설립되었다."
이 단체는 또한 지역적으로나 국제적으로 민주주의, 인권, 평화 건설을 증진하고 보호하는 데 기여하고자 한다.

## 주요 성과

### 정의, 평화, 문화의 권리에 관한 아시아 선언
2018년 5월, 5·18 기념재단은 아시아인권위원회와 함께 광주광역시에서 정의, 평화, 문화의 권리에 관한 아시아 선언을 발표했다. "광주 선언"으로도 알려진 이 선언은 1980년 광주 민주화 운동을 기념하기 위해 발표되었다. 5·18 기념재단 국제 인턴 프라빈 쿠마르 야다브가 더 코리아 헤럴드에 기고한 기사에 따르면, "광주 선언을 발표한 주된 목적은 아시아에서 인권 침해를 다루는 데 있어 격차와 문제점을 파악하고, 문제를 해결하기 위한 효과적인 조치를 제안하는 것이었다. 이 선언은 1998년 아시아 인권 헌장: 인민 헌장에 추가되었다."

### '아시아 인권 헌장: 인민 헌장 1998
1984년 5월, 아시아 인권 헌장: 인민 헌장이 홍콩에 본부를 둔 아시아인권위원회(AHRC)와 5·18 기념재단의 공동 노력으로 광주광역시에서 공표되었다. 이 아시아 헌장은 1980년 광주 시민들의 투쟁을 포함하여 아시아의 민주주의와 자유를 위한 위대한 투쟁에서 영감을 받았다.

### 광주인권상
광주인권상은 5·18 기념재단이 "인권, 민주주의, 평화를 증진하고 발전시키는 데 기여한 국내외 개인, 단체 또는 기관"을 기리기 위해 수여하는 정기적인 상이다. 이 상은 전두환의 군사 통치에 항의하여 민주화를 지지하는 시민들이 군인들과 싸웠던 1980년 5월 5·18 광주 민주화 운동의 정신을 기념하기 위한 것이다.
미화 5만 USD의 상금이 수여되는 이 상은 2000년부터 시상되고 있다.

### 5·18언론상
5.18기념재단은 1980년 신군부의 언론통제 상황에서도 5·18민주화운동의 진실을 알리기 위해 헌신한 언론인들의 용기와 희생을 기리기 위해 제정된 상이다. 이 상은 언론의 사회적 책임과 민주주의 수호 정신을 이어가고자, 언론 현장에서 뛰어난 공로를 보여준 언론인 및 시민에게 수여된다.
5.18 민주화운동 당시 언론은 많은 제약 속에서도 시민들의 목소리와 역사의 진실을 알리는 데에 큰 역할을 했다. 5·18언론상은 이러한 언론인들의 노력을 기억하며, 언론이 국민의 알 권리를 보장하고 민주주의 발전에 적극적으로 기여할 수 있도록 독려한다.
5·18언론상은 2007년 1회 취재 부문 시상이 이루어진 후, 2013년 취재·보도 부문과 논평·비평 부문으로 나누었고, 2018년 사진·영상·다큐·뉴미디어 부문으로 확대되었다. 2025년에는 대상, 우수상(신문·출판, 방송·영상·뉴미디어) 공로상 등 4개 부문으로 변경되었다.

## 광주인권상 역대 수상자 목록
| 연도 | 수상자                   | 국가         |
| ---- | ------------------------ | ------------ |
| 2023 | 저우항퉁                 | 홍콩         |
| 2022 | 신시아 마웅              | 미얀마       |
| 2021 | 아논 눔파                | 태국         |
| 2020 | 베조 운퉁                | 인도네시아   |
| 2019 | 조안나 카리뇨            | 필리핀       |
| 2018 | 난다나 마나툰가 신부     | 스리랑카     |
| 2017 | 자투팟 분팟타라락사      | 태국         |
| 2016 | 응우옌 단 꾸에           | 베트남       |
| 2016 | 버르시 운동              | 말레이시아   |
| 2015 | 라티파 아눔 시레가르     | 인도네시아   |
| 2014 | 아딜루르 라흐만 칸       | 방글라데시   |
| 2014 | 하바란 어머니회          | 이란         |
| 2013 | H.I.J.O.S                | 아르헨티나   |
| 2012 | 문정현                   | 대한민국     |
| 2011 | 비나약 센                | 인도         |
| 2010 | 수실 파쿠렐              | 네팔         |
| 2009 | 민 코 나잉               | 미얀마       |
| 2008 | 무니어 A. 말리크         | 파키스탄     |
| 2007 | 이롬 차누 샤르밀라       | 인도         |
| 2007 | 레닌 라구반시            | 인도         |
| 2006 | 말라라이 조야            | 아프가니스탄 |
| 2006 | 앙카나 닐라파이짓        | 태국         |
| 2005 | 와르다 하피즈            | 인도네시아   |
| 2004 | 아웅산 수 찌 (철회)      | 미얀마       |
| 2003 | 단데니야 가마게 자얀티   | 스리랑카     |
| 2002 | 전국민족민주유가족협의회 | 대한민국     |
| 2001 | 바실 페르난도            | 스리랑카     |
| 2000 | 샤나나 구스망            | 동티모르     |

## 5·18언론상 역대 수상자 목록
| 연도 | 부문                            | 수상작 | 수상자                                                                                       |
| ---- | ------------------------------- | --- | -------------------------------------------------------------------------------------------- |
| 2007 | 취재보도                        | 무등일보 '5·18당시 집단매장 추정연골 무연고 처리 의혹'                                                                 | 김종석, 윤환식, 유형근                                                                       |
| 2010 | 취재보도                        | 광주일보 '5·18특별시리즈 : 5월을 넘어, 광주를 넘어'                                                                    | 채희종, 최경호, 오광록,이종행, 양수현, 나명주, 마성만                                        |
| 2013 | 취재보도                        | 광주일보 '5·18광주민주화운동 33주년 기획물(5·18역사왜곡 진실추적 기획보도 시리즈) 보훈처, 님을 위한 행진곡 퇴출시키나' | 이종행, 김지을, 김미은,임동욱, 채희종, 박성천, 최권일, 박진표, 이보람,김경인, 박정렬, 양세열 |
| 2013 | 취재보도                        | KBS '5·18역사왜곡 진실추적 기획보도 시리즈'                                                                            | 이성각, 곽선정, 박지성, 홍성희, 이슬기, 박석수, 이승준, 선상원                               |
| 2013 | 취재보도                        | CBS 'GIS로 그리는 5·18사망지도'                                                                                        | 조기선                                                                                       |
| 2013 | 논평, 비평                      | 중앙일보 '님을 위한 행진곡이 어때서?'                                                                                  | 논재현(논설위원)                                                                             |
| 2014 | 취재보도                        | 광주MBC '아물지 않는 상처, 트라우마'                                                                                   | 정용욱, 박재욱                                                                               |
| 2014 | 취재보도                        | 광주매일신문 '5·18 34주년, 이제 광주가 변하자'                                                                         | 노병하, 임채만, 김혜수                                                                       |
| 2015 | 취재보도                        | 광주일보 '광주인권상 수상자, 오월정신을 말하다'                                                                        | 이종행, 김형호, 박기웅, 백희준                                                               |
| 2015 | 취재보도                        | 전남일보 '5·18 집중보도'                                                                                               | 이건상, 김양배, 박재성, 김지민, 노병하, 홍성장                                               |
| 2015 | 공로상                          | 故 김영택(前 동아일보 기자)                                                                                            | 故 김영택(前 동아일보 기자)                                                                  |
| 2016 | 취재보도                        | 한겨레신문 '전두환 광주발포 결정 회의 참석 등 5공전사 입수 단독보도'                                                   | 정대하                                                                                       |
| 2016 | 취재보도                        | 광주MBC '그들의 광주, 우리의 광주'                                                                                     | 김철원, 김영범                                                                               |
| 2016 | 공로상                          | 조광동(前 시카도 한국일보 편집국장)                                                                                    | 조광동(前 시카도 한국일보 편집국장)                                                          |
| 2017 | 취재보도                        | 광주MBC '5·18발포명령자 추적'                                                                                          | 김인정, 김철원, 강성우, 최선영                                                               |
| 2017 | 취재보도                        | 뉴시스 '27년만에 증명된 계엄군의 5·18헬기 사격'                                                                        | 배동민, 신대희                                                                               |
| 2017 | 취재보도                        | SBS '화려한 휴가, 그리고 각하의 회고록'                                                                                | 장경주                                                                                       |
| 2017 | 뉴미디어                        | 전남대학교병원 '5·18 10일간의 야전병원'                                                                                |                                                                                              |
| 2017 | 공로상                          | 이창성(전 중앙일보 기자)                                                                                               | 이창성(전 중앙일보 기자)                                                                     |
| 2018 | 취재보도                        | 한겨레신문 '5·18 계엄군 여성 성폭행 38년만의 첫 보도'                                                                  | 정대하, 안관옥, 남은주                                                                       |
| 2018 | 취재보도                        | SBS '잔혹한 충성(2부작)'                                                                                               | 장경주, 이큰별                                                                               |
| 2018 | 사진                            | 광주일보 '웃고 있는 박준병과 소준열'                                                                                   | 최현배                                                                                       |
| 2018 | 뉴미디어                        | 쥑픽쳐스 '이것만 보면 5·18 민주화운동 한방에 이해됨'                                                                   | 국범근                                                                                       |
| 2018 | 공로상                          | 나경택(전 전남매일신문 기자)                                                                                           | 나경택(전 전남매일신문 기자)                                                                 |
| 2019 | 취재보도                        | |                                                                                              |
| 2019 | 취재보도                        | |                                                                                              |
| 2019 | 뉴미디어                        | |                                                                                              |
| 2019 |                                 | |                                                                                              |
| 2019 | 공로상                          | |                                                                                              |
| 2020 | 취재보도                        | 뉴스타파 '전두환 프로젝트'                                                                                             | 한상진, 강민수, 이상찬, 최윤원, 홍여진, 강현석, 강혜인, 최형석, 윤석민                       |
| 2020 | 취재보도                        | 한겨레신문 '보안사 5·18주도 문건 단독보도 외 기획시리즈'                                                               | 안관옥, 정대하, 김용희                                                                       |
| 2020 | 다큐멘터리                      | 광주MBC '나는 기억한다'                                                                                                | 김만진                                                                                       |
| 2020 | 뉴미디어                        | 광주CBS '니들이 5·18을 알아?랩으로 노래하는 5·18민주화운동'                                                            | 김지희                                                                                       |
| 2020 | 공로상                          | 지명관((T.K생) 전 한림대 교수)                                                                                         | 지명관((T.K생) 전 한림대 교수)                                                               |
| 2021 | 취재보도                        | 오마이뉴스 '두 여성의 5월'                                                                                             | 소중한                                                                                       |
| 2021 | 취재보도                        | JTBC '5·18 북한군 김명국 추적보도'                                                                                     | 봉지욱, 라정주                                                                               |
| 2021 | 다큐멘터리                      | KBS광주 '나는 계엄군이었다'                                                                                            | 김무성, 김지상                                                                               |
| 2021 | 뉴미디어                        | 광주MBC '랜선 오월길'                                                                                                  | 백재훈                                                                                       |
| 2021 | 공로상                          | 파울 슈나이스(Paul Schneiss, 독일)                                                                                     | 파울 슈나이스(Paul Schneiss, 독일)                                                           |
| 2022 | 취재보도                        | 광주MBC '항쟁과 언론'                                                                                                  | 김철원, 이다현, 김상배                                                                       |
| 2022 | 취재보도                        | 뉴스1 '5·18 정신적 손해배상 기획 시리즈'                                                                               | 박준배, 이수민                                                                               |
| 2022 | 다큐멘터리                      | (주)훈프로 '사라진 보도, 5·18 진실의 퍼즐 / KBS 시사직격 119회'                                                        | 이조훈                                                                                       |
| 2022 | 영상                            | SBS '당신이 혹하는 사이 3 - 청주유골 430구의 진실'                                                                     | 이한기, 권소현                                                                               |
| 2022 | 공로상                          | 조성호(前 한국일보 기자, 현 자유언론실천재단 감사)                                                                     | 조성호(前 한국일보 기자, 현 자유언론실천재단 감사)                                           |
| 2023 | 취재보도                        | JTBC '전두환 장남 전재국의 1조 4천억 해외 부동산 사업 추적 등 비자금 의혹 연속보도'                                    | 정해성, 이해선                                                                               |
| 2023 | 취재보도                        | 전남일보 '80년 5월의 학생들을 기억하라 외 13편'                                                                        | 양가람, 송민섭, 김혜인, 정성현, 강주비                                                       |
| 2023 | 사진                            | 전남일보 '행불자는 어디에'                                                                                             | 김양배                                                                                       |
| 2023 | 다큐멘터리·영상 (뉴미디어 포함) | KBS광주 '1980, 로숑과 쇼벨'                                                                                            | 김무성, 김재형, 박은영, 이차연, 김지상                                                       |
| 2023 | 공로상                          | 나의갑(前 광주전남언론인회장)                                                                                          | 나의갑(前 광주전남언론인회장)                                                                |
| 2024 | 취재보도                        | JTBC '메타버스 게임과 정치·언론에 파고든 5·18가짜뉴스 추적'                                                            | 정해성, 이가혁, 이세현, 윤정주, 임예은                                                       |
| 2024 | 취재보도                        | KBS광주 '연중 기획 보도 영상채록 5·18'                                                                                 | 유승용, 조민웅, 김애린, 손준수, 김정대                                                       |
| 2024 | 사진                            | 남도일보 '5월 햇살에 빛나는 오월 영령'                                                                                 | 임문철                                                                                       |
| 2024 | 다큐멘터리·영상 (뉴미디어 포함) | MBC광주 '5·18민주화운동 44주년 특집 다큐멘터리 '그가 죽었다''                                                          | 김철원, 김환, 임지은                                                                         |
| 2024 | 공로상                          | 정수만(前 5·18민주유공자유족회장)                                                                                      |                                                                                              |
| 2025 | 대상                            | 무등일보 ‘전남도청 마지막 지킨 기동타격대 그들은 누구인가’                                                             | 이용규, 김현주, 박승환, 차솔빈                                                               |
| 2025 | 우수상 (신문·출판)              | 광주일보 ‘서울법원과 광주법원 기준 달라 5·18유공자 위자료 최대 4배 차이... 형평성 논란’                                | 정병호                                                                                       |
| 2025 | 우수상 (방송·영상·뉴미디어)     | JTV 전주방송 ‘전북대생 이세종_5·18 최초의 희생자’                                                                      | 김균형, 황수영, 안상준, 오명선, 정혜강                                                       |
| 2025 | 공로상                          | 문순태(前 전남매일신문 기자, 편집부국장)                                                                               | 문순태(前 전남매일신문 기자, 편집부국장)                                                     |
|      |                                 | |                                                                                              |

## 같이 보기
- 5·18 광주 민주화 운동
- 국립5·18민주묘지
- 광주인권상
- 택시운전사 (영화)
- 5·18언론상